# هنري بيج (سياسي)
هنري بيج (بالإنجليزية: Henry Page)‏ هو محامي وقاضي وسياسي أمريكي، ولد في 28 يونيو 1841 في برنسيس آن في الولايات المتحدة، وتوفي في 7 يناير 1913. حزبياً، نشط في الحزب الديمقراطي. وقد انتخب عضو مجلس النواب الأمريكي.